# Gold Skies (EP)
Gold Skies é o primeiro extended play (EP) do DJ e produtor holandês Martin Garrix. Foi lançado como download digital no dia 8 de julho de 2014 no iTunes nos países norte-americanos. O EP incluí os singles "Animals", "Wizard", "Tremor", "Gold Skies" e "Proxy".

## Singles
- "Animals" foi lançado como o primeiro single do EP no dia 17 de junho de 2013
- "Wizard" foi lançado como segundo single do EP no dia 2 de dezembro de 2013
- "Tremor" foi lançado como terceiro single do EP no dia 21 de abril de 2014
- "Gold Skies" foi lançado como quarto single do EP no dia 9 de janeiro de 2014
- "Proxy" foi lançado como quinto e último single do EP no dia 2 de julho de 2014

## Faixas
Todas as canções foram compostas por Martijn Garritsen (Martin Garrix).
| Digital EP |                                                                  |                                       |         |  |
| N.º        | Título                                                           | Producer(s)                           | Duração |  |
| 1.         | "Gold Skies" (with Sander van Doorn and DVBBS featuring Aleesia) | Sander van Doorn Martin Garrix DVBBS  | 5:28    |  |
| 2.         | "Animals"                                                        | Martin Garrix                         | 5:03    |  |
| 3.         | "Proxy"                                                          | Martin Garrix                         | 4:37    |  |
| 4.         | "Tremor" (with Dimitri Vegas and Like Mike)                      | Dimitri Vegas Martin Garrix Like Mike | 4:54    |  |
| 5.         | "Wizard" (with Jay Hardway)                                      | Martin Garrix Jay Hardway             | 4:41    |  |

| CD  |                                                                  |                                           |         |  |
| N.º | Título                                                           | Producer(s)                               | Duração |  |
| 1.  | "Gold Skies" (with Sander van Doorn and DVBBS featuring Aleesia) | Sander van Doorn Martin Garrix DVBBS      | 5:28    |  |
| 2.  | "Animals"                                                        | Martin Garrix                             | 5:04    |  |
| 3.  | "Proxy"                                                          | Martin Garrix                             | 4:38    |  |
| 4.  | "Wizard" (with Jay Hardway)                                      | Martin Garrix Jay Hardway                 | 4:42    |  |
| 5.  | "Tremor" (with Dimitri Vegas and Like Mike)                      | Dimitri Vegas Martin Garrix Like Mike     | 4:55    |  |
| 6.  | "Animals" (Oliver Heldens Remix)                                 | Martin Garrix Oliver Heldens [a]          | 4:24    |  |
| 7.  | "Wizard" (with Jay Hardway) (Yellow Claw Remix)                  | Martin Garrix Jay Hardway Yellow Claw [a] | 3:39    |  |
| 8.  | "Animals" (Victor Niglio and Martin Garrix Festival Trap Mix)    | Martin Garrix Victor Niglio [a]           | 3:19    |  |

## Histórico de Lançamento
| Região           | Data                 | Formato          | Gravadora                                              |
| ---------------- | -------------------- | ---------------- | ------------------------------------------------------ |
| America do Norte | 8 de Julho de 2014   | Digital download | Casablanca Records Spinnin' Records School Boy Records |
| America do Norte | 12 de Agosto de 2014 | CD               | Spinnin' Records Silent Records Republic Records       |